# Aella de Northúmbria
Aella, (també escrit Ælla o Ælle) (mort el 21 de març del 867) fou el darrer rei anglosaxó de Northúmbria, que va governar a mitjans del segle ix. Les fonts històriques sobre aquest període de Northúmbria són molt limitades i les dates sobre els ancestres d'Aella, així com el període del seu regnat, són qüestionables.
Això no obstant, Aella és esmentat a Crònica anglosaxona i en diverses fonts escandinaves, com les sagues. Segons les darreres, Aella fou qui va capturar el llegendari capitost viking Ragnar Lodbrok i li va donar mort llençant-lo a un fossat ple de serps. Com a venjança, els fills de Ragnar, al davant del gran exèrcit pagà, van envair Northúmbria en el 866. Les fonts nòrdiques esmenten que els fills de Ragnar van capturar i torturar Aella amb un ritual anomenat àguila de sang, mentre que la bibliografia anglosaxona diu que el rei va morir en batalla, a York, el 21 de març del 867.

## Fonts nòrdiques

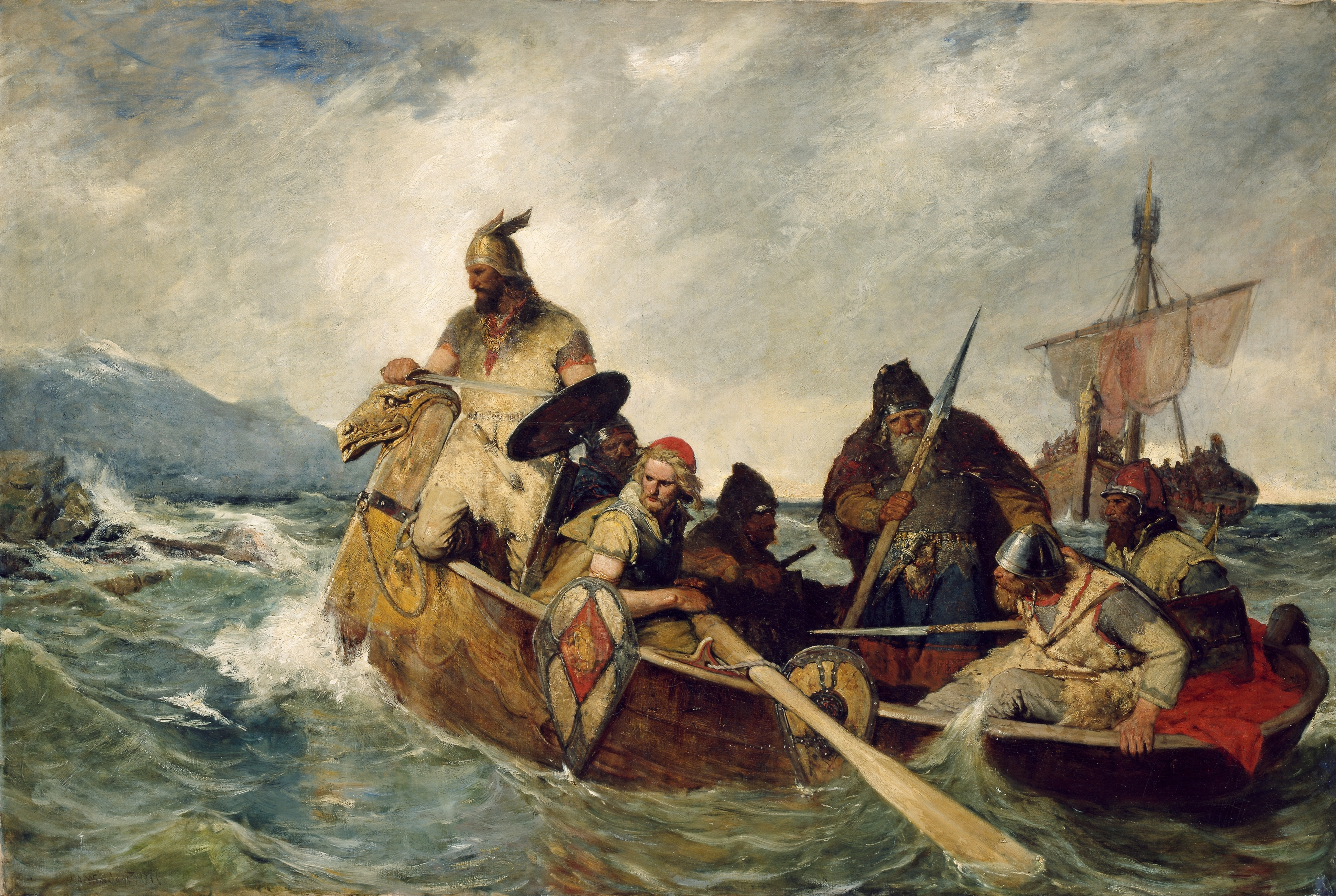
Els vikings s'apoderaren de York i van formar un nou regne amb part de Northúmbria, Jòrvik.